# Misaki Shigeno
Misaki Shigeno  (jap. 茂野 美咲, Shigeno Misaki, * 5. November 1986 in Minami-Uonuma) ist eine japanische Skispringerin.

## Werdegang
Misaki Shigeno begann in der Grundschule mit dem Skispringen und ging nach Schulabschluss wegen der besseren Trainingsmöglichkeiten in Hokkaidō an die Hokushō-Universität zum Studium.
Ihr internationales Debüt gab sie 2002 beim FIS-Ladies-Grand-Prix in Österreich/Deutschland, wo sie Platz 24 der Gesamtwertung erreichte. Bei der Juniorenmeisterschaft 2004 in Norwegen erreichte sie den 12. Platz. Seit Anfang 2012 gehört sie zu Rise JC, Japans erster Frauen-Skisprung-Mannschaft.
Im März 2006 nahm sie am Skisprung-Continental-Cup in Zaō teil. Mit den Rängen 18 und 16 gewann sie auf Anhieb 28 Punkte und erreichte so Rang 37 der Continental-Cup-Gesamtwertung. Beim FIS-Springen in Sapporo gewann sie kurze Zeit später und konnte sich so auch für die Zukunft einen Startplatz im Continental Cup sichern. Im Sommer 2007 erreichte sie in Park City und Calgary ebenfalls die Punkteränge deutlich.
Bei der Winter-Universiade 2007 im italienischen Pragelato gewann Shigeno die Silbermedaille im Einzelspringen. Zwei Monate später im März 2007 startete sie in Zaō und Sapporo erneut im Continental Cup und gewann auch wie im Vorjahr erneut Punkte. Am Ende erreichte sie mit 82 Punkten Rang 37 der Gesamtwertung. In der folgenden Saison beschränkte sich ihr Einsatz auf die Springen in Japan, bei denen sie erneut insgesamt 16 Continental Cup gewann.
Bei der Winter-Universiade 2009 im chinesischen Yabuli gewann sie nach der Silbermedaille zwei Jahre zuvor ihren ersten internationalen Titel und damit Gold im Einzelspringen. Trotz dieses Erfolges startete sie bis September 2012 weiterhin nur bei Springen in ihrer Heimat Japan. Dabei konnte sie jedoch in fast allen Springen Punkte gewinnen uns sich bis zur Saison 2010/11 auch in der Gesamtwertung platzieren. Im September 2012 startete sie erstmals in Europa und gewann beim Mattenspringen im norwegischen Lillehammer als 27. und 30. ebenfalls Punkte. Daraufhin bekam sie erstmals einen Startplatz für den A-Kader im Skisprung-Weltcup.
Am 2. Februar 2013 gab Shigeno in Sapporo ihr Debüt im Weltcup und konnte bei beiden Springen als 19. und 20. Weltcup-Punkte gewinnen. Auch in Yamagata und Ljubno gelang ihr dies deutlich. Bei der Nordischen Skiweltmeisterschaft 2013 im Val di Fiemme startete sie ausschließlich im Einzel von der Normalschanze und belegte am Ende Rang 22. Bei den auf die Weltmeisterschaft folgenden FIS-Springen in Sapporo sprang sie als Zweite und Dritte zweimal aufs Podest, bevor sie nach einem 46. Platz beim Weltcup in Trondheim und Platz 26 in Oslo die Saison auf dem 29. Platz der Weltcup-Gesamtwertung beendete.
In den folgenden Jahren konnte sie diese Ergebnisse im Weltcup nicht mehr wiederholen und kehrte 2019 in den Continental-Cup zurück. Am 9. August konnte sie dort mit einem zweiten Platz in Szczyrk erstmals auf das Podium springen.

## Erfolge

### Weltcup-Platzierungen
| Saison  | Platz | Punkte |
| ------- | ----- | ------ |
| 2012/13 | 29.   | 88     |
| 2013/14 | 38.   | 51     |
| 2014/15 | 43.   | 04     |
| 2016/17 | 49.   | 11     |
| 2017/18 | 42.   | 21     |
| 2018/19 | 47.   | 08     |

### Grand-Prix-Platzierungen
| Saison | Platz | Punkte |
| ------ | ----- | ------ |
| 2013   | 33.   | 35     |
| 2014   | 20.   | 23     |
| 2016   | 35.   | 08     |
| 2018   | 42.   | 08     |
| 2019   | 26.   | 26     |

### Continental-Cup-Platzierungen
| Saison  | Platz | Punkte |
| ------- | ----- | ------ |
| 2005/06 | 37.   | 28     |
| 2006/07 | 35.   | 82     |
| 2007/08 | 60.   | 16     |
| 2008/09 | 46.   | 55     |
| 2009/10 | 49.   | 19     |
| 2010/11 | 72.   | 10     |